# Celorio
Celorio (oficialmente, en asturiano, Celoriu) es una de las 28 parroquias del concejo asturiano de Llanes, en España, y un lugar de dicha parroquia, la única entidad de población de la misma.
El lugar de Celorio se encuentra situado entre la costa, al norte, y la carretera AS-379 y la línea de Feve, al sur. Dista 4,5 km de la capital del municipio, Llanes, situada al este.
La parroquia limita al este con las de Poo y Porrúa, al oeste con Barro, Posada de Llanes y Caldueño y al sur con el concejo de Cabrales.

## Demografía

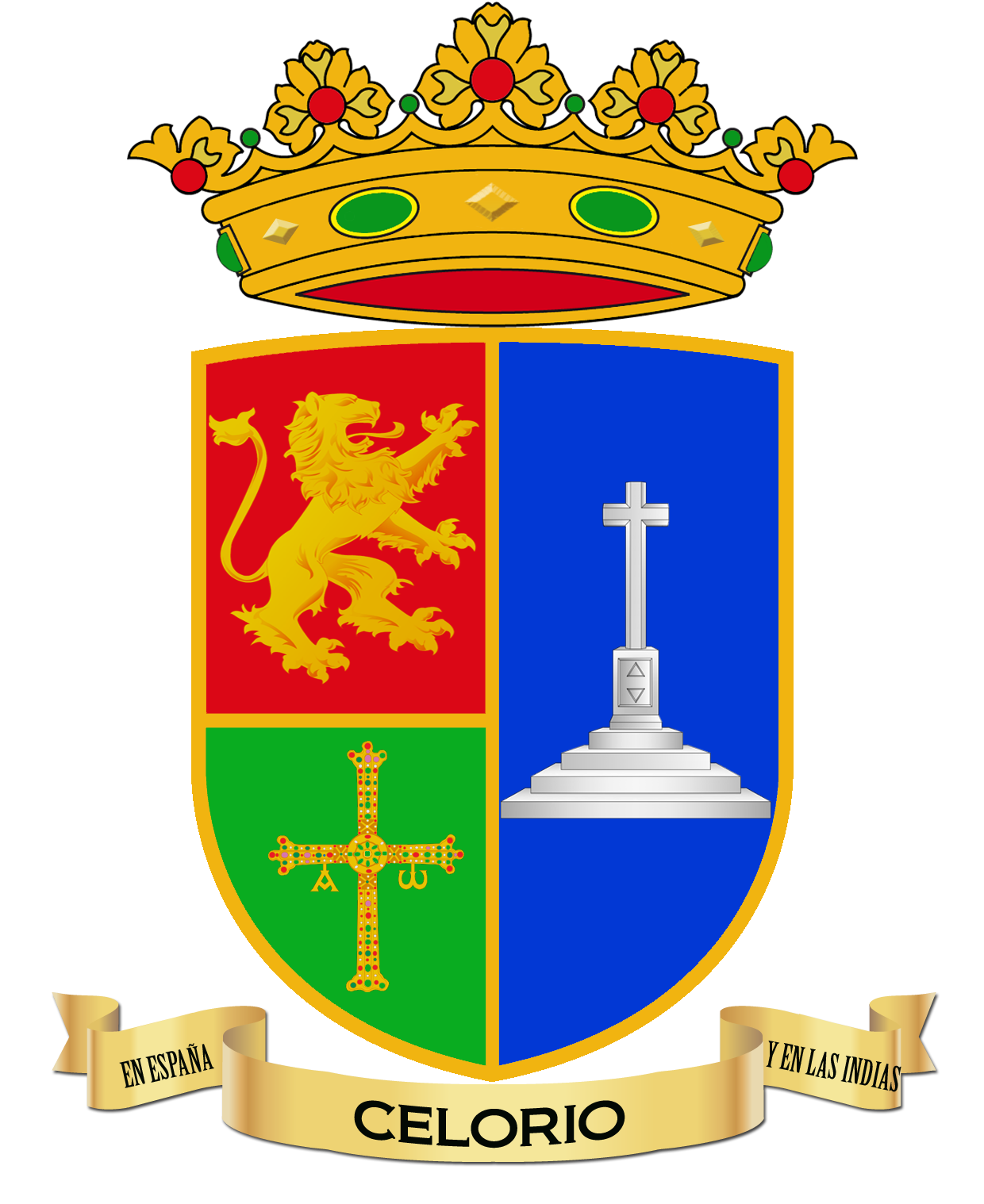
Recreación digital del escudo del atrio del monasterio

Según el nomenclátor de 2011, la parroquia solo comprende el lugar homónimo.
Su población es de 406 habitantes empadronados (INE 2010), cifra que se dispara en los periodos vacacionales hasta alcanzar varios miles. Durante el verano, se calcula que unas 5 000 personas permanecen simultáneamente en Celorio, muchas de las cuales poseen residencia propia en el pueblo. La mayoría de los veraneantes son asturianos, aunque también destaca el número de visitantes del País Vasco, Madrid y países europeos como Francia, Alemania y Países Bajos.[cita requerida]

## Lugares de interés turístico

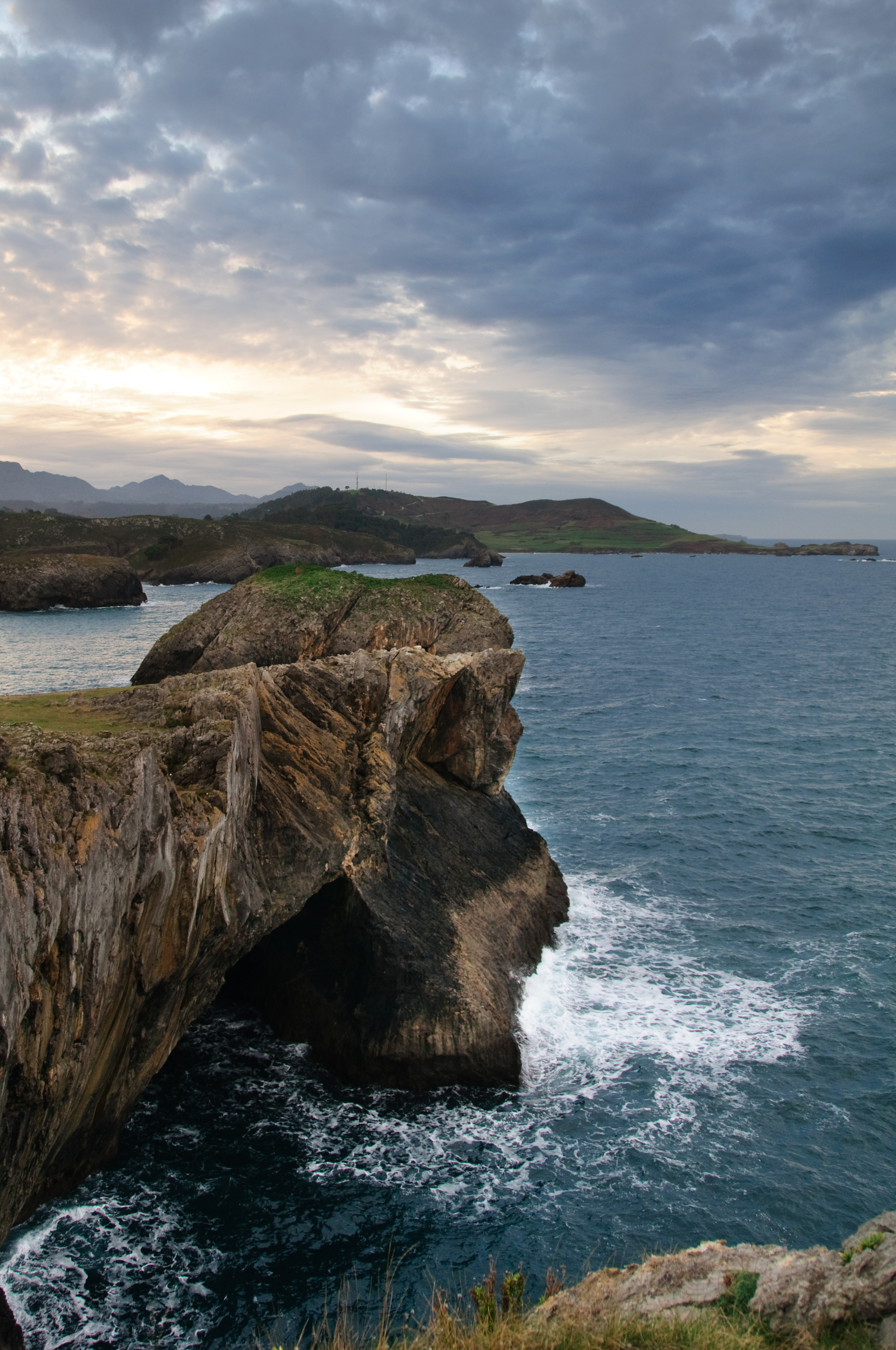
Cara de Cristo.

Una de las características destacadas de Celorio es su gran número de playas. La parroquia cuenta con las de  Palombina, Las Cámaras, Los Curas, Borizo, San Martín, Portiello, La Tayada y Troenzo, siendo las dos primeras urbanas. Celorio ofrece una buena cantidad de plazas hoteleras y de cámping, y varios bares y restaurantes, la mayoría sólo abiertos en temporada alta; así como establecimientos de autoservicio. Además, existe un Club Marítimo que dispone de un embarcadero privado con grúa pescante.
También de interés turístico es una conjunción rocosa que se produce en Celorio en cierto punto de la marea junto a la playa de Troenzo, y que se conoce como la "Cara de Cristo". Desde un punto de una península adjunta se puede observar una conjunción de varias rocas que se asemejan al perfil de un rostro, y que atrae al pueblo a numerosos turistas cada año.
Destaca en el pueblo la iglesia y el Monasterio de San Salvador (patrón de Celorio), fundados según algunas tradiciones en 1017, pero de cuyas construcciones originales sólo queda en pie una torre y el arco de una portada, obras del siglo XIII en estilo románico tardío, así como una cruz de piedra próxima a la iglesia y cuya representación está incluida en el escudo del pueblo que existe en el atrio de la iglesia.

## Vías de acceso

### Autopistas y autovías
- A-8 (Autovía del Cantábrico): Baamonde - Gijón - Llanes - Torrelavega - Solares - Bilbao - San Sebastián

### Red viaria del Estado
- N-634, carretera paralela a la A-8: San Sebastián - Bilbao - Solares - Llanes - Oviedo - Luarca - Ribadeo - Baamonde - La Coruña

### Red viaria del Principado de Asturias
- AS-379 Carretera Ribadesella - Llanes: Ribadesella - Nueva - Posada de Llanes - Celorio - Llanes

## Fiestas
Las fiestas de la localidad son muy populares y tradicionales. Principalmente son tres y se extienden a lo largo de todo el verano, en los meses de julio y agosto.

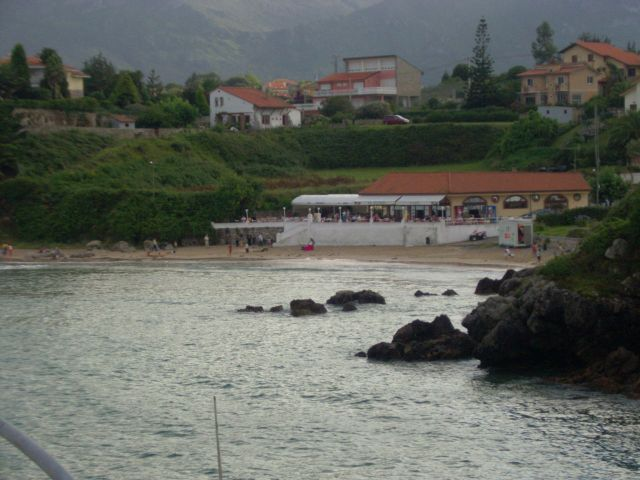
Playa de La Palombina.

La fiesta principal es en honor a la Virgen del Carmen y se celebra el domingo posterior al día 16 de julio.  La fiesta comienza al amanecer, cuando los habitantes de Celorio acuden a la Iglesia de San Salvador, donde la virgen permanece desde el año anterior, para cantarle las conocidas mañanitas. Es un acto breve en el que la figura de la Virgen se vuelve a guardar hasta pasado el mediodía. Los mozos y las mozas del pueblo, ataviados con los trajes típicos de porruano, acuden en procesión, normalmente acompañados de gaitas, a llevarle la ofrenda a la virgen, que espera en el interior de la Iglesia. La ofrenda consiste en varios ramos de flores (normalmente hortensias) y roscas de pan sobre una estructura piramidal que los mozos llevan a hombros. Las mozas acompañan con panderetas a los mozos porteadores de los pasos hasta la iglesia, y entran a la Iglesia a sacar a la Virgen en procesión hasta la playa de Las Cámaras, donde se le canta la salve marinera. Finalmente se lleva de nuevo a la Iglesia, donde se celebra una eucaristía especial y se finaliza con el himno de Asturias en gaitas.
Una semana antes de la celebración del Carmen se planta la "hoguera" (en asturiano ḥoguera). La fiesta comienza sobre las diez de la mañana, cuando los habitantes de Celorio acuden a la falda de la vecina sierra del Cuera en busca de un eucalipto recto y alto; para cortarlo a mano y llevarlo al pueblo. Esta fiesta se celebra en la mayoría de los pueblos vecinos, por lo que el tamaño del eucalipto plantado será rival de los otros, y de ahí que se trate de plantar cuanto lo más alto y ancho posible, en la plaza de la iglesia. El eucalipto se traslada hasta el pueblo arrastrado por un tractor, y se deposita en la calle principal, donde es pelado y deshojado en las horas centrales del día, y donde se le coloca un ramo de hortensias y las banderas de España y de Asturias en su parte superior. A media tarde, los mozos y mozas del pueblo lo llevan hasta la plaza de la iglesia y comienzan a subirlo a mano, tirado por cuerdas y apoyándose en horquillas de madera fabricadas al efecto, hasta que consiguen erguirlo totalmente, proceso que suele llevar unas dos horas aproximadamente. La hoguera o eucalipto allí plantado permanecerá un año, hasta la víspera de la festividad del año siguiente, cuando será retirada para dejar paso a la siguiente.
La tercera fiesta tiene lugar el primer domingo de agosto, cuando se celebra el "día del bollu", en honor a San Salvador, patrón de Celorio. En esta fiesta, más gastronómica que religiosa, se reparte el tradicional bollo preñao y vino o sidra en un prado. Desde el 2007 se ha sumado también a la celebración la elaboración de una gran marmitada de bonito, con más de 2000 raciones para los asistentes a la fiesta.
Todas estas fiestas, como es tradicional en la zona, finalizan con música popular y verbena para los asistentes.
Existe una última fiesta, cuya tradición se perdió hace unos años y que se denomina la "jira de San Martín". Consistía simplemente en una jornada diurna de campo, en el que las familias de Celorio acudían lejos del núcleo rural junto a la playa de San Martín, para compartir una tarde de merienda. Cada familia acudía con alimentos elaborados por ellos mismos y se compartían entre los distintos vecinos. La Sociedad de Festejos de Celorio ha intentado recuperarla, y en 2010 se celebró nuevamente.
Desde 2009, y a mediados del mes de julio se celebra en el pueblo una prueba de natación en aguas abiertas que reúne a cientos de participantes y que se conoce como "Travesía Castros de Celorio". Organizada en un principio por unos particulares, su organización depende ahora del Club Marítimo de Celorio. Es original porque es la única de Asturias que se celebra realmente en mar abierto, sin el abrigo de un puerto o estructura artificial, y que toma como referencia los castros o islotes naturales que salpican la costa oriental asturiana. La prueba transcurre entre la playa de Palombina y la de San Martín, recorriendo gran parte de la costa de Celorio.